# Big Pooh
Big Pooh ou Rapper Big Pooh, né Thomas Jones à Reston en Virginie, est un rappeur américain, originaire de Caroline du Nord, membre du groupe Little Brother, avec Phonte.

## Biographie
Diplômé de la South Lakes High School de Reston en 1998, il se lance sérieusement dans le rap à partir de cette année-là. En plus des nombreux EPs publiés avec son groupe Little Brother (et des nombreuses collaborations sur des albums d'autres artistes), Rapper Big Pooh sort son premier album solo en 2005, intitulé Sleepers, généralement bien accueilli par la presse spécialisée. Big Pooh est également fan de basket-ball (il écrivit même des articles sur un blog de basket).
En janvier 2007, en réponse au départ d'un des membres fondateurs et producteur du groupe Little Brother, 9th Wonder, Pooh déclare dans une interview qu'« il n'y a pas d'embrouilles ni de conflits », ajoutant que « c'est juste une décision qui devait être prise pour que tous les trois puissions continuer à fournir de la bonne musique. » La même année, Pooh apparaît sur la mixtape seulement disponible en téléchargement libre sur le net, intitulée And Justus for All, publiée le 13 février 2007, et mixée par DJ Mick Boogie.
En 2009, il publie un nouveau street album, The Delightful Bars,. L'année suivante, en 2010, Pooh publie une nouvelle mixtape disponible sur internet, The Purple Tape (en référence à l'album Only Built 4 Cuban Linx… de Raekwon). Il fait notamment participer Black Milk, le producteur de Détroit.

## Discographie

### Albums studio
- 2005 : Sleepers
- 2009 : The Delightful Bars
- 2011 : Fat Boy Fresh Vol. 1: For Members Only
- 2011 : Dirty Pretty Things
- 2012 : Fat Boy Fresh Vol. 2: Est. 1980
- 2013 : Fat Boy Fresh Vol. 3: Happy Birthday, Thomas
- 2013 : Fat Boy Fresh Vol. 3.5

### Mixtapes
- 2008 : Rapper's Delight
- 2010 : The Purple Tape

### Albums collaboratifs
- 2014 : Trouble in the Neighborhood (avec Roc C)
- 2015 : Words Paint Pictures (avec Apollo Brown)
- 2015 : Home Sweet Home (avec Nottz)[7]